# Russelia
Russelia este un gen de plante din familia  Scrophulariaceae.

## Specii
Cuprinde  circa 18 specii.